# Битва при Анэгаве
Битва при Анэгаве (яп. 姉川の戦い Анэгава но татакай) — битва, состоявшаяся 9 августа 1570 года на реке Анэгава, между союзными войсками Оды и Токугавы и коалиционными силами Адзаи и Асакура. Это был первый успешный бой Оды Нобунаги против армий антинобунагской коалиции. Закончился победой союзников и обусловил упадок военной мощи родов Адзаи и Асакура.

## Предыстория
В 1568 году Ода Нобунага, обладатель провинций Овари и Мино, захватил японскую столицу Киото и посадил в ней Асикагу Ёсиаки новым сёгуном. Последний принялся проводить самостоятельную политику, направленную на возрождение сёгуната Муромати, но его начинания были отменены Одой. Это стало причиной конфликта между вчерашними союзниками. Благодаря деятельности сёгуна Асикаги Ёсиаки, к середине 1570 года была образована широкая коалиция против Оды Нобунаги. В неё вошли буддисты монастырей Хонгандзи и Энрякудзи, а также самурайские роды Такэда, Асакура и Адзаи.
Ода Нобунага решил разбивать оппонентов поодиночке и взялся, в первую очередь, за ближайшего соседа — род Адзаи. Последний отправил гонца к своему союзнику, роду Асакура, с просьбой оказать военную помощь.
2 августа 1570 года двадцатитысячная армия Оды Нобунаги осадила замок Одани, цитадель Адзаи Нагамасы, предварительно испепелив призамковый город. Видя, что враг не собирается выходить из замка, было решено выманить его, захватив соседний форт Ёкояма. 5 августа 1570 года, перейдя реку Анэгава, войска Оды окружили это укрепление и возвели вокруг него плотный частокол. Некоторые защитники форта прорвались сквозь заградительные отряды и, добравшись до цитадели Одани, попросили своего сюзерена предоставить помощь. Тогда Адзаи принял решение вывести из цитадели все имеющиеся войска и дать открытый бой силам Оды.
7 августа 1570 года, к востоку от Одани, появилась восьмитысячная армия рода Асакура под командованием Асакуры Кагэтакэ. Соединившись с войском Адзаи Нагамасы, 8 августа силы антинобунагской коалиции, состоявшие из 13 тысяч человек, вышли на берега реки Анэгава. Увидев, что противник собирается дать бой, основные силы Оды приблизились к противоположному берегу реки, оставив возле форта Ёкояма обозы и достаточное количество солдат для продолжения осады. В это время на помощь Нобунаге подошло пятитысячное войско его союзника Токугавы.

## Битва
8 августа 1570 года обе армии выстроились друг напротив друга. Войско Оды заняло позиции перед силами Адзаи, а отряды Токугавы — перед войсками Асакуры. Противников разделяла лишь река.
Бой начался в шесть утра 9 августа 1570 года. Первыми ударили самураи Токугавы. Преодолев реку, они мгновенно смяли ряды 8-тысячной армии Асакуры. Увидев смятие на правом фланге, Адзаи Нагамаса дал приказ атаковать войско Оды. Под мощным натиском врага, отряды Нобунаги начали организовано отступать. Самураи Адзаи расценили это как бегство и, разрушив свои порядки, изо всех сил ударили по центральным позициям противника.
В это время 3000 свежих воинов Оды, которые были оставлены в осаде форта Ёкояма, как раз вовремя прибыли на поле боя и сыграли роль резерва, переломившего ход сражения. По приказу Нобунаги, они яростно атаковали нападавшее войско Адзаи с тыла и флангов. Окружённые со всех сторон самураи врага растерялись и начали убегать. В этот момент все имевшиеся силы Оды перешли в общее наступление. Они гнали противника вплоть до его цитадели — замка Одани.
Между тем, заметив, что армия Адзаи разбита и убегает, войско Асакуры также начало поспешно отступать. Однако фланговая атака конницы Токугавы посеяла панику среди отступающих, и отход Асакуры превратился в беспорядочное бегство. Бой, продолжавшийся несколько часов, закончился полной победой союзных войск Оды и Токугавы, а кланы Адзаи и Асакура потеряли больше 1100 талантливых командиров. По преданию, река Анэгава стала «красным потоком», и кровь стекала туда целые сутки.

## Последствия
Битва при Анэгаве была первой победой Оды Нобунаги над антинобунагской коалицией. Она засвидетельствовала неорганизованность его врагов. Результат боя способствовал укреплению авторитета Нобунаги как «непобедимого воина».
Хотя после этой битвы войска Асакура и Адзаи осуществили ряд военных операций на территории Оды, они были уже не в состоянии второй раз сойтись с ним в открытом бою. Асакура потеряли большую часть своих талантливых генералов и продемонстрировали свою военную бездарность. Это стало причиной их гибели в 1573 году. Адзаи, положив на берегах реки половину своей армии, также были обречены. В 1573 году они также были уничтожены.
Бой при Анэгаве является одним из самых кровавых боёв в истории Японии. В период Эдо (1603—1867) его засчитывали в число «четырёх больших битв» сёгуна Токугавы Иэясу. Во времена существования Японской империи (1868—1945) анэгавский бой рассматривался как типичный образец успешной контратаки, которая базировалась на тактическом отступлении и мощной фланговой и тыловой атаках.